# Þór Akureyri (baloncesto)
El Íþróttafélagið Þór Akureyri (traducido como Club Deportivo Thor Akureyri), conocido como Þór, Þór Akureyri o Thor Akureyri, es la sección de baloncesto masculino del Íþróttafélagið Þór Akureyri, con sede en la localidad de Akureyri, Islandia.
Es el club con más títulos de la segunda categoría del baloncesto islandés, la 1. deild karla, con un total de 7.

## Palmarés

### Títulos
- 1. deild karla (Segunda categoría)

Campeones (7): 1967, 1977, 1994, 2005, 2007, 2016, 2019
- 2. deild karla (Tercera categoría)

Campeones (2): 1982, 2003